# Midvale (Montana)
Midvale es un lugar designado por el censo ubicado en el condado de Lincoln en el estado estadounidense de Montana. En el Censo de 2010 tenía una población de 393 habitantes y una densidad poblacional de 363,01 personas por km².

## Geografía
Midvale se encuentra ubicado en las coordenadas 48°53′25″N 115°3′16″O / 48.89028, -115.05444. Según la Oficina del Censo de los Estados Unidos, Midvale tiene una superficie total de 1.08 km², de la cual 1.08 km² corresponden a tierra firme y (0%) 0 km² es agua.

## Demografía
Según el censo de 2010, había 393 personas residiendo en Midvale. La densidad de población era de 363,01 hab./km². De los 393 habitantes, Midvale estaba compuesto por el 95.93% blancos, el 0% eran afroamericanos, el 1.27% eran amerindios, el 0% eran asiáticos, el 0% eran isleños del Pacífico, el 0% eran de otras razas y el 2.8% pertenecían a dos o más razas. Del total de la población el 1.02% eran hispanos o latinos de cualquier raza.